# تپه عمولان بازوندی
تپه عمولان بازوندی مربوط به عصر مفرغ - سده‌های میانی دوران‌های تاریخی پس از اسلام است و در شهرستان رومشکان، بخش بازوندی، دهستان رومشگان شرقی، روستای بازوندی واقع شده و این اثر در تاریخ ۲۳ بهمن ۱۳۸۵ با شمارهٔ ثبت ۱۷۱۸۲ به‌عنوان یکی از آثار ملی ایران به ثبت رسیده است.